# سرکلید

گام‌های لا ماژور و فا دیز مینور که دارای سه علامت در سرکلید است.

سرکلید (انگلیسی: Key signature) مجموعه‌ای از نمادهای موسیقی برای نت‌نویسی است که با علامت دیز (♯)، بمل (♭) و بکار (♮) شناخته می‌شوند. این علایم پس از کلید و روی پنج خط حامل یا بین آن‌ها قرار گرفته و نشانگرِ تغییر نت در همهٔ زیروبمی نت‌ها است. این علایم که از یک تا هفت «دیز» و «بمل» را شامل می‌شود، از ابتدا تا پایان قطعه ثابت بوده و دارای ترتیب خاصی در ارتباط با تنالیته مورد نظر است.

## کاربرد
هدف از نوشتنِ سرکلید، استفادهٔ حداقل از علامت عرضی در طول قطعه و خواندن آسانِ نت‌ها است. این شیوه به نوازنده امکان می‌دهد در ابتدا با گام موردِ نظر آشنا شود و به راحتی نت‌ها را بنوازد. نشان‌های سرکلید در طولِ قطعه هیچ‌گونه تغییری در نتها نمی‌دهد مگر با علامت بکار (♮) که نت را به حالت اصلی برمی‌گرداند.
|  |  |

نوشتنِ سرکلید برای اکثر سازها یکی است مگر در مواردی که عبارتند از:
- سازهای انتقالی که سرکلید متفاوتی نسبت به دیگر سازها دارند اما صدای حاصله یکی است.
- سازهای کوبه‌ای که دارای «کوک نامعین» هستند.
- ساز تیمپانی که دارای نت‌های محدودی است و همه نت‌های یک گام را نمی‌نوازد و در صورت لزوم از «علامت عرضی» استفاده می‌شود.

در موسیقی مدرن و گام‌های کروماتیک از علامت‌های سرکلید استفاده نمی‌شود. این کار به خاطر تغییرات زیادی است که در طول قطعه به وجود می‌آید و نوشتن علامت‌های سرکلید خواندن نت را مشکل می‌کند. در مواردی هم که علامت سرکلید وجود داشته باشد، اما قطعه در گام دیگری اجرا شود، در اصطلاحِ موسیقی مدرن به آن «سرکلید اشتباه» (به انگلیسی: wrong key) می‌گویند.
روشِ علامت‌گذاری در سرکلید بدین صورت است که در «دیزها» از نت فا، و در «بمل‌ها» از نت سی شروع می‌شود. هر نشان که اضافه می‌شود یک پنجم درست بر اساسِ دایره پنجم‌ها با علامت قبل از خود فاصله دارد. مانند: فا دیز - دو دیز یا سی بمل - می بمل.
سرکلید ممکن است در ادامهٔ قطعه تغییر کرده و سرکلیدِ جدیدی اضافه شود. در این صورت در انتهای میزان و ابتدای قطعهٔ جدید، نشان داده می‌شود. در تغییر سرکلید ممکن است تعدادی از علائم کم یا زیاد شود یا به‌طور کلی هیچ علامتی وجود نداشته باشد.
|  |  |

## ساختار
به جز گام دو ماژور و لا مینور که بدون علامتِ سرکلید و تغییردهنده است، بقیه گام‌ها دارای سرکلید در دو نوع دیزدار و بمل‌دار هستند.
- گام‌های با علامت دیز دارای ترتیب و نظمی است که از یک تا هفت نت را شامل می‌شود: فا، دو، سل، ر، لا، می، سی،

| گام ماژور    | تعداد دیزها | نت‌های دیز دار                                        | گام مینور    | گام‌های مترادف             |
| ------------ | ----------- | ---------------------------------------------------- | ------------ | ------------------------- |
| دو ماژور     | ۰           | –                                                    | لا مینور     | ندارد                     |
| سل ماژور     | ۱           | فا دیز                                               | می مینور     | ندارد                     |
| ر ماژور      | ۲           | فا دیز، دو دیز                                       | سی مینور     | ندارد                     |
| لا ماژور     | ۳           | فا دیز، دو دیز، سل دیز                               | فا دیز مینور | ندارد                     |
| می ماژور     | ۴           | فا دیز، دو دیز، سل دیز، ر دیز                        | دو دیز مینور | ندارد                     |
| سی ماژور     | ۵           | فا دیز، دو دیز، سل دیز، ر دیز، لا دیز                | سل دیز مینور | دو بمل ماژور/لا بمل مینور |
| فا دیز ماژور | ۶           | فا دیز، دو دیز، سل دیز، ر دیز، لا دیز، می دیز        | ر دیز مینور  | سل بمل ماژور/می بمل مینور |
| دو دیز ماژور | ۷           | فا دیز، دو دیز، سل دیز، ر دیز، لا دیز، می‌دیز، سی دیز | لا دیز مینور | ر بمل ماژور/سی بمل مینور  |

- گام‌های با علامت بمل از یک تا هفت نت را شامل می‌شود که به‌ترتیب عبارتند از: سی، می، لا، ر، سل، دو، فا

| گام ماژور    | تعداد بمل‌ها | نت‌های بمل دار                                        | گام مینور    | گام‌های مترادف             |
| ------------ | ----------- | ---------------------------------------------------- | ------------ | ------------------------- |
| دو ماژور     | ۰           | –                                                    | لا مینور     | ندارد                     |
| فا ماژور     | ۱           | سی بمل                                               | ر مینور      | ندارد                     |
| سی بمل ماژور | ۲           | سی بمل، می بمل                                       | سل مینور     | ندارد                     |
| می بمل ماژور | ۳           | سی بمل، می‌بمل، لا بمل                                | دو مینور     | ندارد                     |
| لا بمل ماژور | ۴           | سی بمل، می‌بمل، لا بمل، ر بمل                         | فا مینور     | ندارد                     |
| ر بمل ماژور  | ۵           | سی بمل، می‌بمل، لا بمل، ر بمل، سل بمل                 | سی بمل مینور | دو دیز ماژور/لا دیز مینور |
| سل بمل ماژور | ۶           | سی بمل، می‌بمل، لا بمل، ر بمل، سل بمل، دو بمل         | می بمل مینور | فا دیز ماژور/ ر دیز مینور |
| دو بمل ماژور | ۷           | سی بمل، می‌بمل، لا بمل، ر بمل، سل بمل، دو بمل، فا بمل | لا بمل مینور | سی ماژور/سل دیز مینور     |

## جدول سرکلیدها
| مینور    | ماژور    | سرکلید         |
| -------- | -------- | -------------- |
| لا مینور | دو ماژور | بدون دیز و بمل |

| مینور        | ماژور        | افزودن بمل | سرکلید | مینور        | ماژور        | افزودن دیز | سرکلید |
| ------------ | ------------ | ---------- | ------ | ------------ | ------------ | ---------- | ------ |
| ر مینور      | فا ماژور     | سی بمل     | ۱ بمل  | می مینور     | سل ماژور     | فا دیز     | ۱ دیز  |
| سل مینور     | سی بمل ماژور | می بمل     | ۲ بمل  | سی مینور     | ر ماژور      | دو دیز     | ۲ دیز  |
| دو مینور     | می بمل ماژور | لا بمل     | ۳ بمل  | فا دیز مینور | لا ماژور     | سل دیز     | ۳ دیز  |
| فا مینور     | لا بمل ماژور | ر بمل      | ۴ بمل  | دو دیز مینور | می ماژور     | ر دیز      | ۴ دیز  |
| سی بمل مینور | ر بمل ماژور  | سل بمل     | ۵ بمل  | سل دیز مینور | سی ماژور     | لا دیز     | ۵ دیز  |
| می بمل مینور | سل بمل ماژور | دو بمل     | ۶ بمل  | ر دیز مینور  | فا دیز ماژور | می دیز     | ۶ دیز  |
| لا بمل مینور | دو بمل ماژور | فا بمل     | ۷ بمل  | لا دیز مینور | دو دیز ماژور | سی دیز     | ۷ دیز  |

## موسیقی ایرانی
دستگاه‌های موسیقی ایرانی، معمولاً با سرکلیدهایی ساده اجرا می‌شوند و اجرای آن و سازی که تمام این فواصل را اجرا کند مشکل است؛ ولی از آنجا که فواصل موسیقی ایرانی به ۲۴ قسمت تقسیم شده‌است، از نظر علمی باید قوانین آن را دانست.
در هفت دستگاه موسیقی ایرانی، دستگاه ماهور و راست‌پنج‌گاه در سرکلید با گام ماژور تفاوتی ندارند. گام‌های شور، نوا و همایون سرکلید مشترک دارند و سه‌گاه و چهارگاه دارای دو علامت تغییردهندهٔ مُختص موسیقی ایرانی در سرکلید هستند.

### شور
دستگاه شور با سرکلیدهای سُری به ترتیبِ «دایرهٔ پنجم‌ها» است. در این ترتیب که از شورِ لا (استثنائاً با سی کرن) شروع می‌شود، نت‌های تغییردهندهٔ بعدی که تبدیل به «سُری» می‌شوند عبارتند از: فا، دو، سل، ر، لا، می، سی.
در سرکلیدهای کُرن‌دار تغییرات به ترتیبِ «دایرهٔ چهارم‌ها» عبارتند از: سی، می، لا، ر، سل، دو، فا

### سه‌گاه
دستگاه سه‌گاه دارای دو علامتِ تغییردهندهٔ مختص موسیقی ایرانی در سرکلید است. در علامت‌های سُری‌دار، ابتدا با «سی کرن» و «فا سری» شروع می‌شود و سپس به‌ترتیبِ گام‌های بالارونده و بر اساس «دایرهٔ پنجم‌ها» ادامه پیدا می‌کند. تغییر علامت‌ها روی نت‌ها به ترتیب عبارتند از: (فا / دو)، (دو / سل)، (سل / ر)، (ر / لا)، (لا / می)، (می / سی).
سرکلیدهای کرن‌دار در سه‌گاه، پایین‌رونده و بر اساسِ «دایرهٔ چهارم‌ها» است. در ابتدا با «سی کرن» و «فا سری» شروع می‌شود و سپس ترتیب نت‌های تغییرکرده بدین شرح است: (سی / می)، (می / لا)، (لا / ر)، (ر / سل)، (سل / دو)، (دو / فا).

### چهارگاه
دستگاه چهارگاه مانند «سه‌گاه» از دو علامتِ تغییردهندهٔ مختص موسیقی ایرانی در سرکلید بهره می‌برد. این دستگاه به خاطر دانگ‌های مساوی و دارا بودن هر دو حالتِ پایین‌رونده و بالارونده، دارای دو «محسوس» است و علایم آن ترکیبی از «سری» و «کرن» است.

### نوا
علامتِ سرکلید در دستگاه نوا با شور یکی است. تنها تفاوت آن پایهٔ گام است که از درجهٔ چهارم (زیرنمایان) شور آغاز می‌شود.

### همایون
سرکلید در دستگاه همایون مانند شور و از همان پایه شور شروع می‌شود با این تفاوت که درجه سوم گام همایون نیم‌پردهٔ کروماتیک به بالا تغییر می‌کند و این تغییر با علامت عرضی نشان داده می‌شود.